# چیانگ سیو-فای
چیانگ سیو-فای (انگلیسی: Cheung Siu-fai؛ زادهٔ ۴ فوریهٔ ۱۹۶۳) مشهور به اِدی چیانگ بازیگر اهل هنگ کنگ است.
از فیلم‌ها یا برنامه‌های تلویزیونی که وی در آن نقش داشته است، می‌توان به انتخابات، کمد و بلک‌هت اشاره کرد.